# بلان

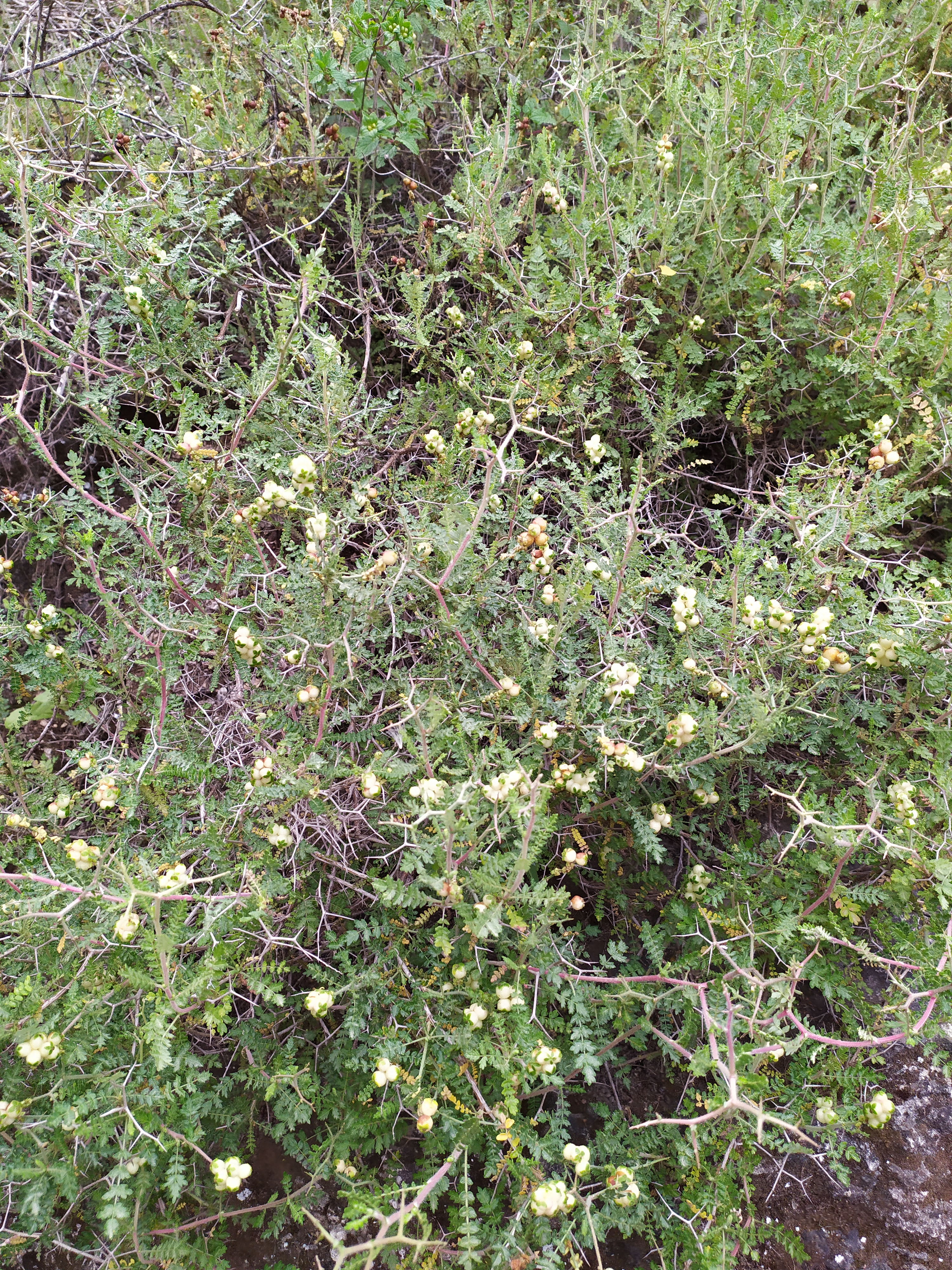
نبات النتش أو البلان الشوكي

البلان (باللاتينية: Sarcopoterium) هو جنس نباتي أحادي النوع من الفصيلة الوردية. ويُعده بعض النباتيون جزءًا من جنس مرقئة والذي يُدعى بلان أيضًا.

## النوع الوحيد
- البلان الشوكي (باللاتينية: Sarcopoterium spinosum)